# Bucco noanamae
Bucco noanamae là một loài chim trong họ Bucconidae.